# Nick Skelton
Nicholas David „Nick“ Skelton, CBE (* 30. Dezember 1957 in Bedworth, Warwickshire) ist ein ehemaliger britischer Springreiter.
Trotz eines Halswirbelbruchs war Nick Skelton über annähernd vier Jahrzehnte hinweg im internationalen Springsport erfolgreich. Er nahm an etlichen Welt- und Europameisterschaften sowie an sieben Olympischen Sommerspielen teil und bestritt über 170 Nationenpreise für Großbritannien. Seinen größten Erfolg errang er im Alter von 58 Jahren mit dem Gewinn der Einzel-Goldmedaille bei den Olympischen Sommerspielen 2016. Er ist damit (Stand 2016) der zweitälteste britische Olympiasieger. Gut ein dreiviertel Jahr später, im Mai 2017, beendete er seine aktive Sportlerlaufbahn.

## Werdegang

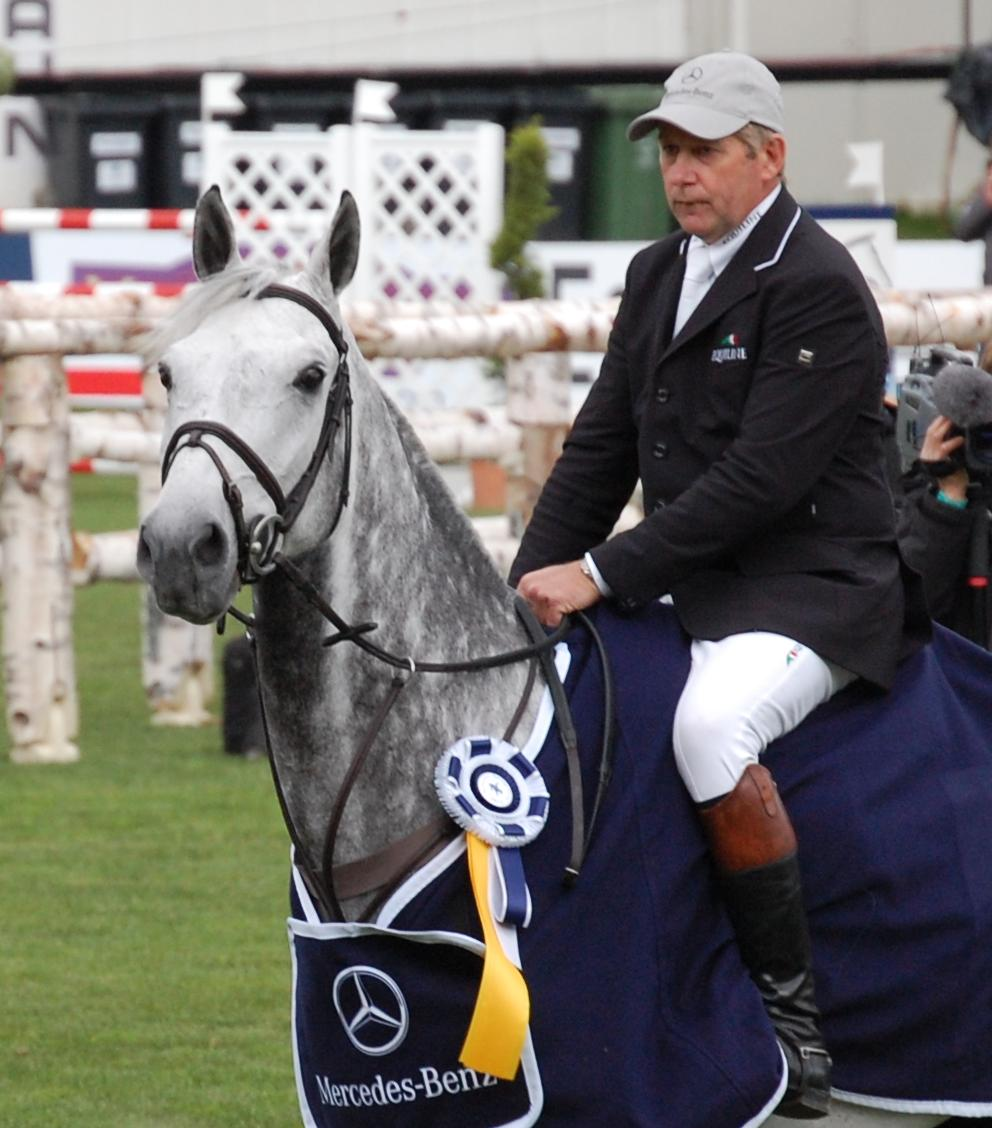
Nick Skelton mit Carlo, CSI 5* Hamburg 2012

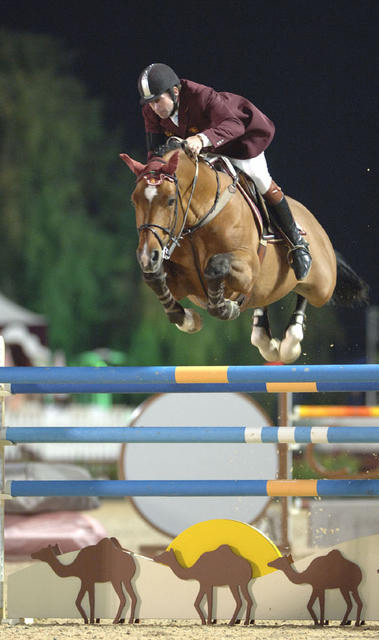
Nick Skelton mit Arko III

Nick Skeltons Vater war Teil eines Veterinärkorps, seine Mutter ritt in der Freizeit, so dass früh Kontakt zu Pferden bestand. Erste Reitversuche bestritt er im Alter von 18 Monaten, dreijährig überwand er erstmals auf dem Pferderücken ein Springhindernis.
Zunächst plante Skelton, Jockey für Hindernisrennen zu werden. Im Alter von 15 Jahren bekam er eine Anstellung beim britischen Springreiter Ted Edgar. 12 Jahre lang war Nick Skelton auf dem Hof von Ted und Liz Edgar tätig. Seinen ersten großen Erfolg im internationalen Pferdesport feierte er 1975, er gewann mit Everest OK die Einzelwertung der Europameisterschaften der Junioren im österreichischen Dornbirn. Im Jahr 1978 stellte er den britischen Rekord im Mächtigkeitsspringen auf, mit Lastic überwand er erfolgreich 2,31 Meter. Dieser Rekord sollte 32 Jahre Bestand haben.
Mit den Pferden Maybe, If Ever, Apollo und St. James wurde er berühmt, gewann zahlreiche wichtige Turniere. Nick Skelton ist dreifacher Gewinner des berühmten Hickstead Derby in den Jahren 1987 bis 1989. Große Einzelerfolge errang Skelton bei der Weltmeisterschaft 1986 und bei den Europameisterschaften 1987, wo er jeweils mit Apollo die Einzel-Bronzemedaillen gewann. Ebenfalls in dieser Reihe steht der Sieg des Weltcupfinals 1995 in Göteborg. Sein bestes Pferd zu dieser Zeit war die Hannoveraner Stute Dollar Girl, die er als das beste Pferd seiner Karriere angibt.
In den Folgejahren ließen die Erfolge, auch bedingt durch starken Alkoholkonsum, deutlich nach. Zu einem Wendepunkt in seinem Leben kam es im September 2001. Skelton stürzte mit einem Nachwuchspferd und brach sich den obersten Halswirbel zweimal. In Folge verbrachte Skelton drei Monate eingegipst im Krankenhaus, die nächsten vier Monate wurde sein Hals durch ein metallenes Stützgestell stabilisiert. Von den Ärzten wurde ihm ein Reitverbot erteilt, Skelton plante seine Zukunft als Trainer.
Nach über einem Jahr stellten Chirurgen fest, dass das gerissene Halteband am Wirbel wieder zusammengewachsen war, die abgetrennten Knochenstücke hatten sich wieder an ihren Platz geschoben. Im Januar 2003 fing er trotz der Einwände der Ärzte wieder mit dem Reiten an. Skeltons Motivation hierfür war insbesondere der Oldenburger Hengst Arko. Diesen erwarb Nick Skelton, wie auch später Carlo und Nemo, aus dem Stall das Holsteiner Springreiters Jörg Naeve.
Bereits im April 2004 siegte er mit Arko in Sheffield bei den British Open Show Jumping Championships. Ebenso mit Arko gewann er 2008 die damals höchstdotierte Prüfung im Springreiten, den mit 1.000.000 Kanadischen Dollar Preisgeld versehenen CN International Grand Prix. Für Skelton war dies bereits der vierte Sieg im Großen Preis des Nationenpreisturniers von Calgary.
Bei den Europameisterschaften 2011 gewann Nick Skelton in Einzel- und Mannschaftswertung jeweils die Bronzemedaille mit Carlo. Ein Jahr später, bei den Olympischen Sommerspielen 2012, war er mit Big Star Teil der siegreichen britischen Equipe und kam in der Einzelwertung zudem auf den fünften Rang. Mit der 2012 Birthday Honours List wurde ihm der Rang eines Officer des Order of the British Empire für seine Leistungen für den Pferdesport verliehen.
Am 30. Juni 2013 schaffte Nick Skelton die Sensation und gewann nach 25 Jahren nochmal mit Big Star zum vierten Mal nach 1982, 1987 und 1988 den Großen Preis von Aachen.
In den Jahren 2013 bis 2015 konnte sich Skelton jeweils nicht für die britische Championatsequipe qualifizieren. Grund hierfür war insbesondere, dass sich Big Star mehrfach verletzte und für längere Zeit ausfiel. In Vorbereitung für die Olympischen Sommerspiele 2016 setzte Nick Skelton Big Star dosiert nur bei vier internationalen Turnieren ab Mai 2016 ein. Dennoch gelang ihm die Nominierung für seinen siebenten Olympischen Spiele. Während es für Großbritannien in der Mannschaftswertung nicht gut lief (man verpasste den Einzug in die Runde der besten acht Mannschaften deutlich), gelang ihm dennoch die Qualifikation für die Finalprüfung der Einzelwertung. Hier blieb er mit Big Star in beiden Umläufen ohne Fehler, was auch fünf weiteren Reitern gelang. Im Stechen musste er als erster Reiter an den Start gehen, blieb ohne Fehler und setzte seine Konkurrenten unter Druck. Da es niemand gelang, fehlerfrei schneller als er zu sein, gewann Nick Skelton damit die Goldmedaille in der Einzelwertung. 2017 wurde er zum Commander des Order of the British Empire ernannt.
Sein letztes internationales Turnier bestritt Nick Skelton bei der The Royal Horse Show im Toronto, wo er in der abschließenden Big Ben Challenge mit Big Star den zweiten Platz errang. Wenige Wochen zuvor ging er letztmals für Großbritannien in einem Nationenpreis, dem Finale der Nationenpreisserie 2016, an den Start. Mit Big Star und der britischen Mannschaft kam er hier auf den Silberrang. Im Rahmen der Royal Windsor Horse Show verabschiedeten sich Skelton und Big Star gemeinsam aus den Turniersport.

## Privates
Zusammen mit seiner Sekretärin und Co-Autorin Mary Neal schrieb er seine Autobiografie.
Aus erster Ehe hat Nick Skelton zwei Söhne: Dan Skelton, der als Trainer im Pferderennsport tätig ist sowie dessen jüngerer Bruder Harry Skelton, der als Jockey Hindernisrennen reitet. Diese erste Ehe ging in die Brüche, nachdem seine Frau herausfand, dass er eine Affäre mit der Ehefrau von Willi Melliger hatte. In Folge wurde Bettina Melliger seine Lebensgefährtin.
Über eine private und geschäftliche Partnerschaft sind Nick Skelton und Laura Kraut miteinander verbunden. Sie ist im Sommer, wenn sie Turniere in Europa bestreitet, auf seiner Anlage in Alcester ansässig. Im Gegenzug lebte Skelton regelmäßig in den Wintermonaten in Wellington, Florida, wo er in dieser Zeit am Winter Equestrian Festival teilnahm. Hier trainiert er seit 2011 auch Pablo Barrios.

## Pferde

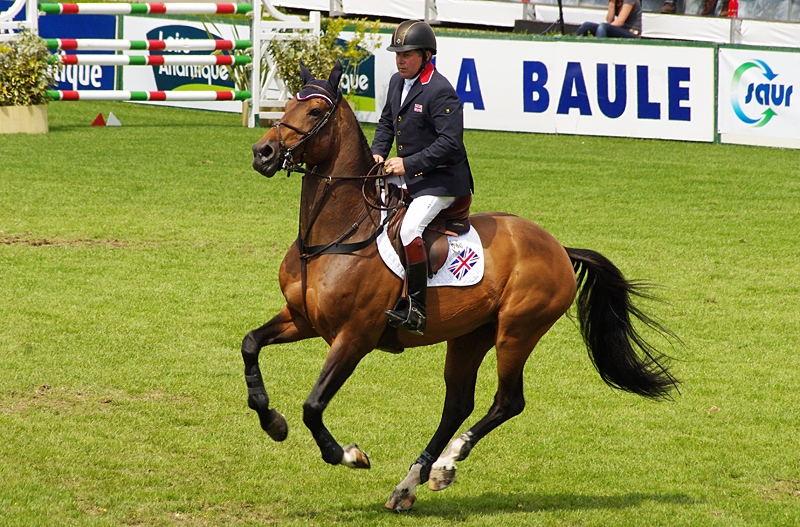
Nick Skelton und Big Star, CSIO La Baule 2013

- Big Star (* 2003, ursprünglicher Name: What a Quickstar K), brauner KWPN-Hengst, Vater: Quick Star, Muttervater: Nimmerdor[24]
- Carlo 273 (* 2001), Holsteiner Schimmelwallach, Vater: Contender, Muttervater: Cascavelle; bis 2008 von Jörg Naeve geritten, ab Herbst 2012 von Sergio Alvarez Moya geritten Besitzer: Beverley Widdowson[25][26]
- Unique XVII (* 2001), brauner KWPN-Wallach, Vater: Indoctro, Muttervater: Voltaire, teilweise auch von Laura Kraut geritten, Besitzer: Beverley Widdowson[27]
- Nemo 119 (* 1999), dunkelbrauner Holsteiner Wallach, Vater: Cambridge, Muttervater: Cantus, bis 2008 von Jörg Naeve geritten, seit 2010 von Lucy Davis geritten[28]
- Russel (* 1995), Holsteiner Schimmelhengst, Vater: Corofino I, Muttervater: Lincoln, aus dem internationalen Sport verabschiedet, Besitzer: Lisa Hales[29]
- Transmission (* 1995), brauner Irischer Sportpferdewallach, Vater: Cavaler Royale, Muttervater: Diamond Serpent, seit 2011 vom US-amerikaner Richard Neal geritten[30]
- Arko III (* 1994; † 2021), brauner Oldenburger Hengst, Vater: Argentinus, Muttervater: Beach Boy, zuvor von Jörg Naeve und Robert Whitaker geritten, bei der Olympia London International Horse Show 2008 aus dem Sport verabschiedet, Besitzer: John, Lisa und Pat. Hales[12][31]
- Hopes are High (* 1989; † 2019), brauner Wallach, Sport Horse Breeding of Great Britain, Vater: Flagmount Diamond, Muttervater: Cornelscourt xx[32][33][34]
- Dollar Girl (* 1980; † 2009), dunkelbraune Hannoveraner Stute, zuvor von Norbert Nuxoll und Thomas Fuchs geritten, nach der Sportkarriere Zuchtstute bei Alfonso Romo[35][36]
- Raffles Apollo (* 1975; † 2006), brauner KWPN-Hengst, Vater: Erdball xx, Muttervater: Sinaeda[37][38][39]
- Quick Star (* 1982; † 2011), Hengst, Selle Français, Vater: Galoubet A, Mutter: Stella v. Nithard AA, vorher von Meredith Michaels-Beerbaum geritten

## Erfolge
- Olympische Sommerspiele:
  - 1988, Seoul: mit Apollo 6. Rang in der Mannschaftswertung und 7. Rang in der Einzelwertung
  - 1992, Barcelona: mit Dollar Girl 6. Rang in der Mannschaftswertung und 7. Rang in der Einzelwertung
  - 1996, Atlanta: mit Showtime 11. Rang in der Mannschaftswertung und 23. Rang in der Einzelwertung
  - 2004, Athen: mit Arko 10. Rang in der Einzelwertung
  - 2008, Peking / Hongkong: mit Russel 5. Rang in der Mannschaftswertung und 28. Rang in der Einzelwertung
  - 2012, London: mit Big Star 1. Platz in der Mannschaftswertung und 5. Platz in der Einzelwertung
  - 2016, Rio de Janeiro: mit Big Star 12. Platz in der Mannschaftswertung und 1. Platz in der Einzelwertung

- Weltmeisterschaften (ab 1990 Weltreiterspiele):
  - 1982, Dublin: mit If Ever 3. Rang in der Mannschaftswertung und 48. Rang in der Einzelwertung
  - 1986, Aachen: mit Apollo 2. Rang in der Mannschaftswertung und 3. Rang in der Einzelwertung
  - 1990, Stockholm: mit Grand Slam 3. Rang in der Mannschaftswertung und 20. Rang in der Einzelwertung
  - 1994, Den Haag: mit Dollar Girl 6. Rang in der Mannschaftswertung und 22. Rang in der Einzelwertung
  - 1998, Rom: mit Hopes are High 3. Rang in der Mannschaftswertung und 26. Rang in der Einzelwertung
  - 2006, Aachen: mit Russel 9. Rang in der Mannschaftswertung und 30. Rang in der Einzelwertung
- Europameisterschaften:
  - 1985, Dinard: mit St. James 1. Rang in der Mannschaftswertung und 4. Rang in der Einzelwertung
  - 1987, St. Gallen: mit Apollo 1. Rang in der Mannschaftswertung und 3. Rang in der Einzelwertung
  - 1991, La Baule: mit Phoenix Park 2. Rang in der Mannschaftswertung und 17. Rang in der Einzelwertung
  - 1993, Gijón: mit Dollar Girl 2. Rang in der Mannschaftswertung und 16. Rang in der Einzelwertung
  - 1995, St. Gallen: mit Dollar Girl 2. Rang in der Mannschaftswertung und 23. Rang in der Einzelwertung
  - 1999, Hickstead: mit Hopes are High 4. Rang in der Mannschaftswertung und 24. Rang in der Einzelwertung
  - 2003, Donaueschingen: mit Arko 9. Rang in der Mannschaftswertung und 26. Rang in der Einzelwertung
  - 2011, Madrid: mit Carlo 3. Rang in der Mannschaftswertung und 3. Rang in der Einzelwertung
- Weltcupfinale (unvollständige Liste):
  - 1985, West-Berlin: mit St. James 2. Rang
  - 1995, Göteborg: mit Dollar Girl 1. Rang
  - 1996, Le Grand-Saconnex (Genf): mit Dollar Girl 3. Rang
- weitere:
  - 1980, Rotterdam (Olympia-Ersatzwettbewerbe der boykottierenden Staaten): mit Maybe 2. Rang in der Mannschaftswertung und 25. Rang in der Einzelwertung[40]
  - britisches Springderby: 1987 1. Platz mit J Nick, 1988 und 1989 1. Platz mit Apollo
  - Großer Preis von Aachen: 1982 1. Platz mit If Ever, 1987 und 1988 1. Platz mit Apollo, 2013 1. Platz mit Big Star
    - einer von nur zwei Reitern, die dieses Turnier 4 Mal gewinnen konnten (Stand 2023)